# Кульнево (Вологодская область)
Кульнево — деревня в Великоустюгском районе Вологодской области.
Входит в состав Юдинского сельского поселения, с точки зрения административно-территориального деления — в Юдинский сельсовет.
Расстояние по автодороге до районного центра Великого Устюга — 14,5 км, до центра муниципального образования Юдино — 16 км. Ближайшие населённые пункты — Горка, Будрино, Савино.
По переписи 2002 года население — 3 человека.